# 上有住站
上有住站（日语：／ Kami-Arisu eki */?）是位於岩手縣氣仙郡住田町上有住字土倉，屬於東日本旅客鐵道（JR東日本）的釜石線車站。

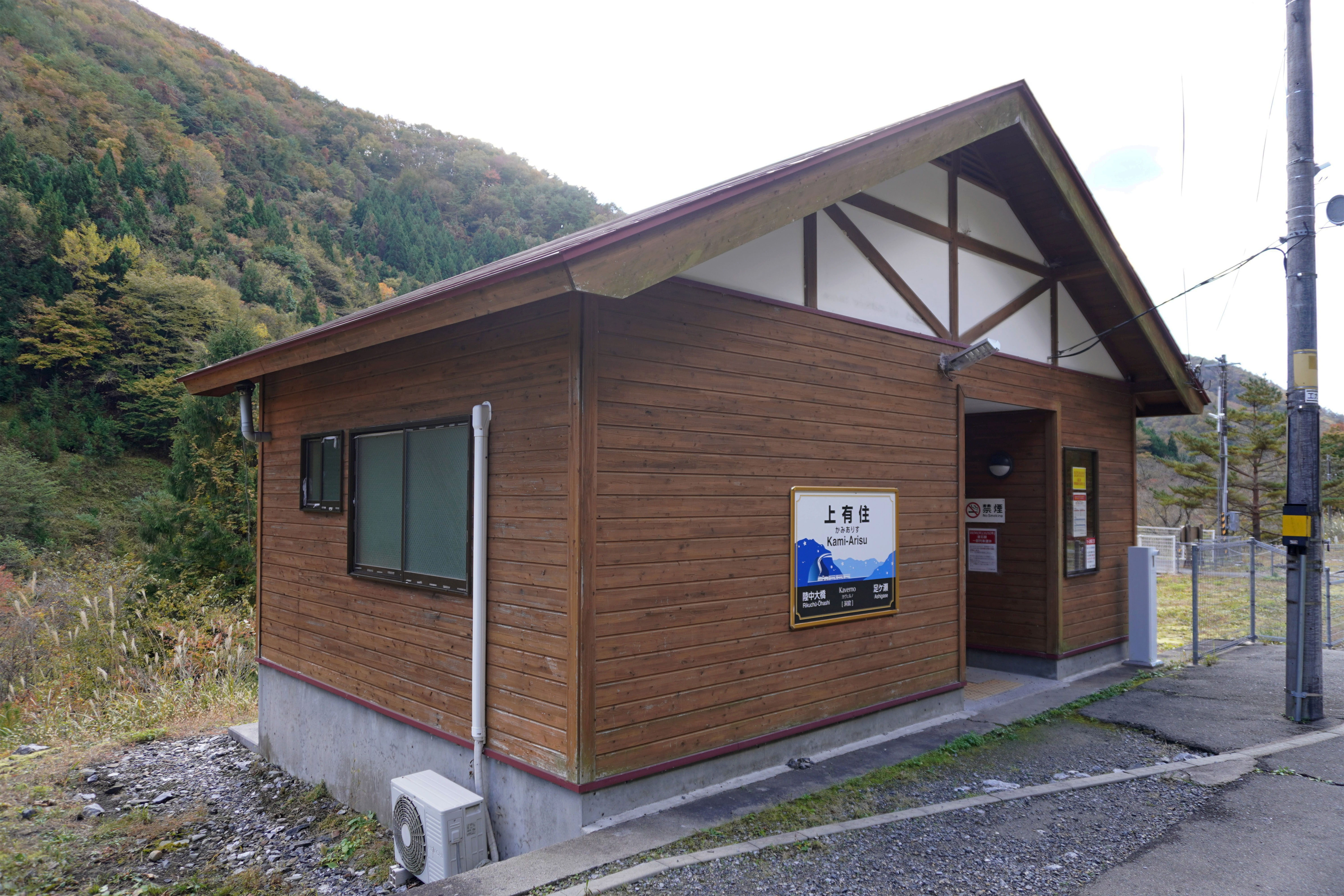
候車室（2023年10月）

## 歷史
釜石線是連接花卷和釜石的鐵路線，當初分為東西兩方開始建設，西方為岩手輕便鐵道，東邊為釜石礦山鐵道。鐵路線中間需要越過險要的仙人峠，在還未全線開通前，乘客需要徒步越過山嶺。後來岩手輕便鐵道國有化後，成為國鐵釜石線（在釜石東線開通後名為釜石西線）。另一方面，國鐵也開始在東邊建設釜石東線，該鐵路線與釜石礦山鐵道並行。而剩下的仙人峠區間，則由釜石西線終點站前一個車站的足瀨站開設分支，途經栗之木峠下方的足瀨隧道，然後再途經土倉峠下方的土倉隧道，離開隧道後沿仙人峠的東邊山坡下降至陸中大橋站。該工程受到第二次世界大戰戰局惡化而一度中斷。在當時，土倉隧道已經貫通。
在大戰後的1948年（昭和23年）9月，Ione颱風（日语：アイオン台風）吹襲下，山田線受到較大傷害，為了早日恢復前往三陸海岸方向的鐵路聯絡，釜石線的工程重開，在12月再次動工。在1950年（昭和25年）10月10日，跨越仙人峠的區間完成，釜石線全線開通。此站也啟用。

### 年表
- 1950年（昭和25年）10月10日：國鐵釜石線 足瀨至陸中大橋之間開通，此站啟用[1]。當時為一般車站。
- 1971年（昭和46年）10月1日：除了專用線外，結束貨物業務。
- 1984年（昭和59年）2月1日：結束行李業務。
- 1987年（昭和62年）4月1日：伴隨國鐵分割民營化，車站由東日本旅客鐵道（JR東日本）和日本貨物鐵道（JR貨物）營運。
- 1993年（平成5年）
  - 4月1日：JR貨物車站廢止。當時設有分支前往釜石礦山株式會社石灰石礦山的專用線。
  - 10月1日：CTC化，使此站變為無人車站[2]。上有住站長廢止，此站由釜石站管理。

## 車站構造

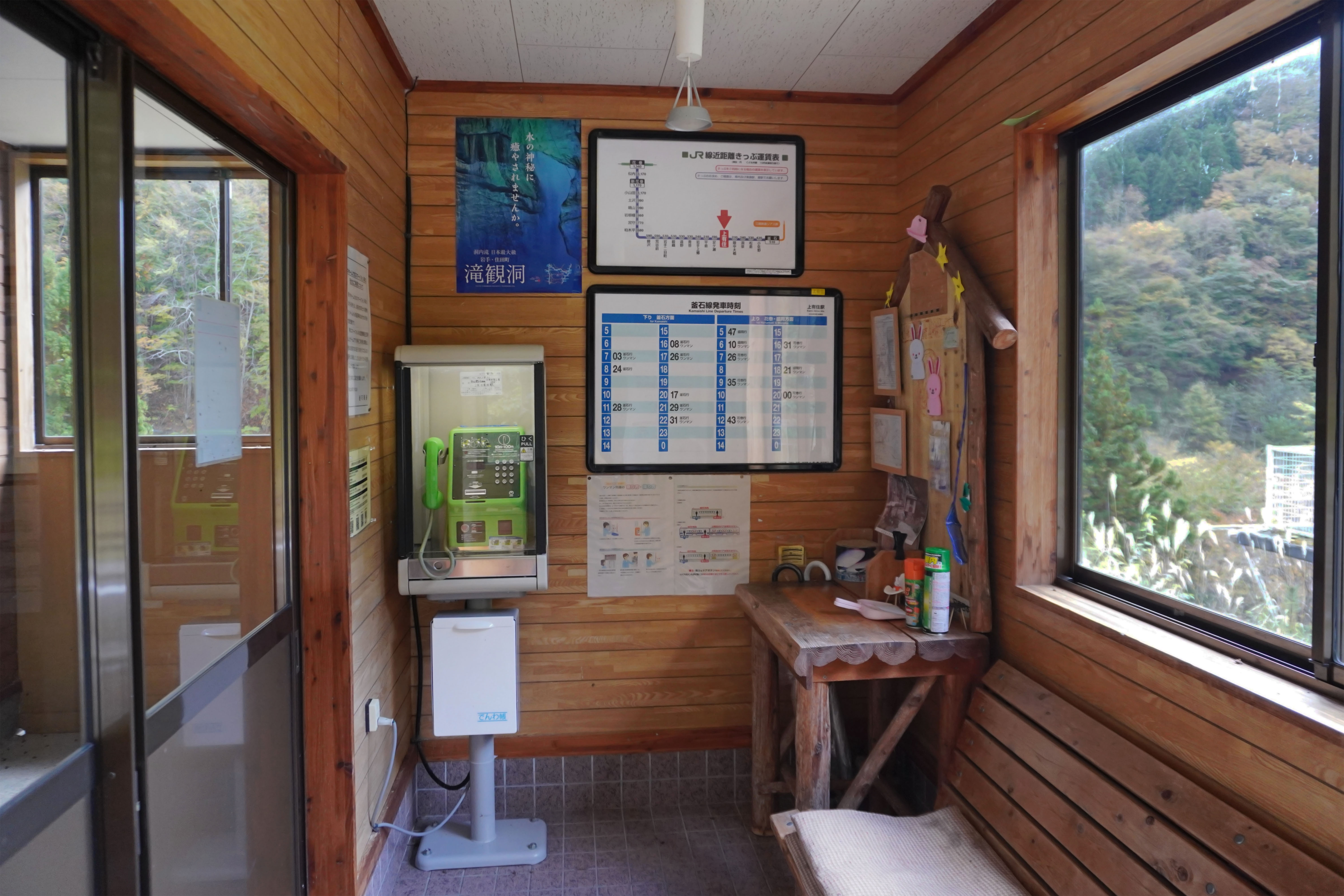
候車室内（2023年10月）

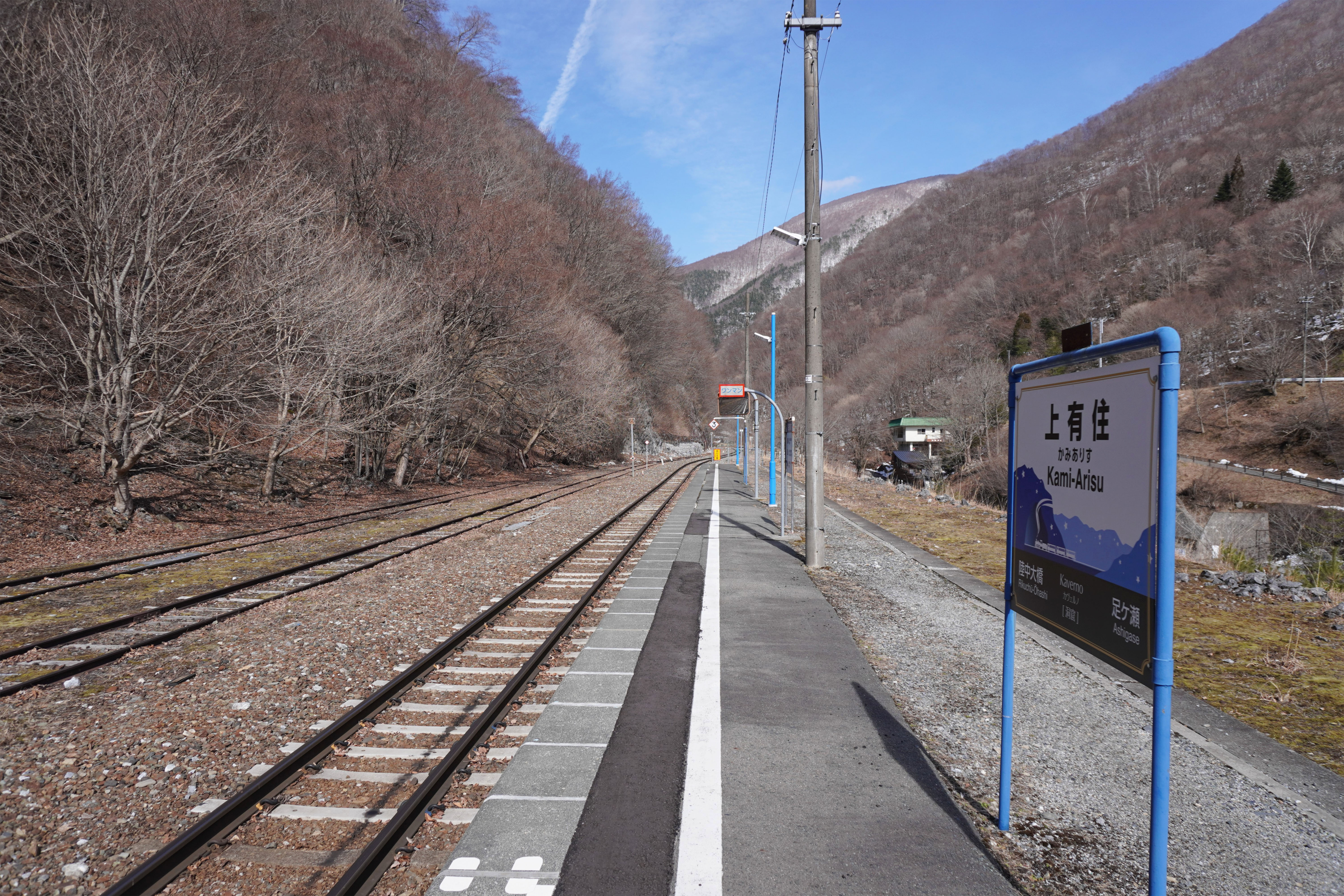
月台（2024年3月）

本站是地面車站，設有1面1線的單式月台。此站是由釜石站管理的無人車站。此站曾設有1面2線的島式月台，當時為有人車站。現時於有人車站時代的站房已經拆毀，只有設有簡易候車室。

## 車站周邊
此站至足瀨站之間（車站西邊）設有栗之木峠，鐵路線會在該山嶺下方的足瀨隧道通過。此站至陸中大橋站之間（車站東邊）設有土倉峠，鐵路線會在該山嶺下方的土倉隧道通過。而此站是釜石線唯一位於氣仙川流域的車站。
此站是住田町唯一鐵路車站，町公所與中心位於世田米地區需要繞經縣道167號、仙人峠道路和國道340號才能到達。車站周邊都是險要山區，只有少量民居。快速「濱百合」通過此站。車站鄰近觀光景點瀧觀洞，定期臨時列車「SL銀河」上下行班次均停靠此站。
- 氣仙川（日语：気仙川）
- 縣道167號釜石住田線（日语：岩手県道167号釜石住田線）
- E46 釜石自動車道（仙人峠道路） 瀧觀洞交匯處（日语：滝観洞インターチェンジ）
- 瀧觀洞（日语：滝観洞）、白蓮洞
- 住田町社區巴士（日语：住田町コミュニティバス）「上有住站」巴士站

## 其他
此站的愛稱為「Kaverno（世界語）」，意思為洞穴。

## 相鄰車站
東日本旅客鐵道（JR東日本）
■釜石線
- 臨時快速「SL銀河」停車站

□快速「濱百合」
通過
■普通
足瀨－上有住－陸中大橋

## 注腳
1. 1 2 3 4 5  《歴史でめぐる鉄道全路線 国鉄・JR》 通卷21號 釜石線、山田線、岩泉線、北上線、八戶線 11頁
2. 1 2 3  “JR釜石線自動制御に移行 7駅が無人化 地元に不満残したまま”. 岩手日報 (岩手日報社): p.2 (1993年10月2日 夕刊)
3. 1 2 3  《歴史でめぐる鉄道全路線 国鉄・JR》 通卷21號 釜石線、山田線、岩泉線、北上線、八戶線 10頁
4. ↑  《歴史でめぐる鉄道全路線 国鉄・JR》  通卷21號 釜石線、山田線、岩泉線、北上線、八戶線 8頁

## 外部連結
- 車站資訊（上有住）：東日本旅客鐵道（日語）